# Station Korzenica
Station Korzenica is een spoorwegstation in de Poolse plaats Korzenica.